# 保治靈
保治靈（Bonjela）是一種口腔用凝膠，主要成份是膽鹼水楊酸（choline salicylate）及西他氯銨（cetalkonium chloride），可減輕因痱滋、口腔潰瘍、牙齦戴假牙而產生的痛楚，用法是把凝膠塗在患處，輕輕在傷口範圍按摩。
英國藥物及保健產品規管局不建議16歲以下的人使用該藥品，因為它含水楊酸鹽，有機會引致兒童出現雷爾氏綜合症，嚴重者可以奪命。Bonjela Teething Gel不含水楊酸鹽成份，不受該建議影響。
它在英國的供應商是利潔時（Reckitt Benckiser）。

## 外部連結
- 官方網站 （页面存档备份，存于）